# احمد پورنجاتی
احمد پورنجاتی (زاده ۱۳۳۳ در قم)، نماینده اصلاح طلب مردم تهران در مجلس ششم و قائم مقام رئیس سازمان صدا و سیما بوده‌است.

## زندگی
او در سال ۱۳۳۳ خورشیدی در قم متولد شد. در رشته دندانپزشکی از دانشگاه تهران فارغ‌التحصیل گردید. در دوران دانشجویی به دلیل فعالیت‌های سیاسی از اردیبهشت سال ۱۳۵۳ تا بهمن سال ۱۳۵۵ توسط ساواک دستگیر و زندانی گردید.
پس از انقلاب اسلامی سال ۱۳۵۷ به عنوان مدیر کمیته پزشکی جهاد سازندگی و سپس به مدت چهار سال به عنوان مدیر کل سیاسی وزارت کشور در زمان تصدی علی اکبر ناطق نوری فعالیت نمود.
احمد پورنجاتی، مدیرکل فرهنگی وزارت اطلاعات در دوران محمد ری‌شهری بود.
از دیگر مسئولیت‌های وی معاونت مطبوعاتی وزارت فرهنگ و ارشاد اسلامی، معاونت سیما و قائم مقام صدا و سیمای جمهوری اسلامی در دوران ریاست علی لاریجانی بوده‌است. پس از انتخاب سید محمد خاتمی در دوم خرداد ۱۳۷۶، وی به عنوان مشاور امور رسانه‌ای رئیس‌جمهور منصوب گردید.
در سال ۱۳۷۸ برای انتخابات مجلس ششم از حوزه انتخابی تهران (اسلامشهر، تهران، ری و شمیرانات) کاندید شد و در فهرست کاندیداهای اصلاح‌طلبان از جمله جبهه مشارکت، مجمع روحانیون مبارز، دفتر تحکیم وحدت و فعالان مطبوعات مستقل قرار گرفت. او توانست با کسب یک میلیون هفتاد هزار رای به عنوان نفر چهاردهم انتخابات تهران وارد مجلس ششم شود.
گزارش طولانی تحقیق و تفحص دربارهٔ عملکرد مالی صدا و سیما در کمسیون فرهنگی مجلس ششم به ریاست احمد پورنجاتی تهیه شد و پس از قرائت در مجلس به تصویب رسید.
پورنجاتی در تمام دوره مجلس ششم به عنوان رئیس کمیسیون فرهنگی از سوی اعضای این کمسیون برگزیده شد. وی در دوران پس از دوم خرداد ۱۳۷۶ همواره با هویت مستقل اصلاح طلبی فعالیت داشته و عضو هیچ‌یک از احزاب و گروه‌های جبهه اصلاحات نبوده‌است.
وی پس از پایان دوره مجلس ششم به درخواست خود به عنوان کارمند سازمان صدا و سیما بازنشسته شد و به کلی از همه مسئولیت‌های دولتی کناره‌گیری نمود. از آن پس وی همواره در فعالیت‌های مدنی و مطبوعاتی حضور داشته‌است. او هم چنین به عنوان یکی از اعضای ستاد انتخاباتی میرحسین موسوی با وی همکاری نمود و در جریان اعتراضات مردم ایران به نتایج انتخابات ریاست جمهوری (۱۳۸۸) از حامیان میرحسین موسوی و جنبش سبز بود.
احمد پور نجاتی علاوه بر فعالیت‌های سیاسی و پزشکی در عرصه نقد و نگارش ادبیات داستانی، شعر، سینما و تئاتر نیز فعالیت می‌کند.
احمد پورنجاتی در شبکه اجتماعی فیسبوک نیز فعال است و همواره با نوشته‌های کوتاه خود، عملکردهای دولت و حکومت را نقد کرده‌است